# OLE DB
OLE DB (Object Linking and Embedding, Database, auch OLEDB oder OLE-DB genannt) ist eine von Microsoft entwickelte Programmierschnittstelle basierend auf dem Component Object Model (COM) für einen standardisierten Zugriff auf unterschiedliche Datenquellen, angefangen von einfachen Textdateien über Excelmappen, SQL-Datenbanken bis hin zu Objektdatenbanken.
OLE DB wurde als Nachfolger von ODBC entwickelt. Mit ODBC wurde ein einheitlicher Zugriff auf relationale Datenbanken mit der Abfragesprache SQL erreicht. OLE DB erweitert die Funktionalität von ODBC erheblich, da damit ein standardisierter Zugriff auf grundverschiedene Datenquellen möglich wird. Allerdings ist OLE DB auch wesentlich komplexer, und das Ziel eines universellen Datenzugriffs, der es dem Programmierer erlauben würde, seine Anwendungen ohne Rücksichtnahme auf die Art der Datenhaltung frei zu gestalten, ist nur teilweise erreicht. Microsoft kündigte zunächst an, dass die 2012-Version des SQL Servers die letzte Version mit einem OLE-DB-Provider sein werde und den ODBC-Provider empfehle. 2017 wurde diese Entscheidung revidiert und kündigte eine Weiterentwicklung und neue Versionen des OLE-DB Treibers an. Als Gründe für die Weiterentwicklung nannte Microsoft erhebliche Schwierigkeiten mit Lösungen von Kunden, die auf diesem Treiber basieren.